# Giovanni Folo
Giovanni Folo, né le 17 avril 1764 à Bassano del Grappa, mort à le 8 juillet 1836 à Rome, est un graveur et peintre italien.

## Biographie
Né dans la province de Vénétie, dans une famille de riche propriétaire foncier, il commence sa formation d'artiste à Bassano del Grappa auprès du peintre Giulio Golini puis à Venise auprès de Tiepulciano Giambattista Mengardi. En 1784, il remporte la médaille d'or au concours de l'Académie des beaux-arts de Venise pour un tableau de Saint Pierre et saint Paul de Bassano. Aucune trace de son activité de gravure n'est attestée de sa période vénitienne, mais c'est probablement sur place qu'il acquiert sa technique de gravure fortement influencée par les maîtres graveurs de la ville. Il a aussi, dans la cité des Doges, une activité de peintre qu'il conserve tout au long de sa vie de manière marginale.
Il part à Rome après 1784 pour travailler dans l'atelier de gravure de son compatriote Giovanni Volpato, collaborant avec notamment Raffaello Morghen, son gendre, mais sans signer ses réalisations. Il est ainsi probablement à l'origine de la gravure d'une Sainte Famille de Pierre Paul Rubens datée de 1786 et signée par Morghen. Sa première œuvre en dehors de l'atelier de Volpato est sa participation à la reproduction des tapisseries de Raphaël au Vatican sous la direction de Stefano Piale. Au cours des années 1790, il collabore fréquemment avec les dessinateurs Bernardino Nocchi, Agostino et Stefano Tofanelli. Il se spécialise dans la reproductions de sculpture et participe à l'édition du catalogue monumental du musée Pio-Clementino. C'est le début d'une abondante production de gravures représentant des antiques des grandes collections romaines.
Il se marie en 1791 et vit Via della Vite puis au 13 Piazza di Spagna. À partir des années 1800, il grave de plus en plus de peintures et obtient un grand succès notamment avec ses estampes du Massacre des Innocents de Nicolas Poussin alors dans la collection de Lucien Bonaparte. Il est élu le 30 août 1812 à l'Accademia di San Luca de Rome. Il réduit considérablement sa production à la fin de sa vie, aidant son fils Pietro qui prend sa suite dans ses activités de graveur.

## Œuvre

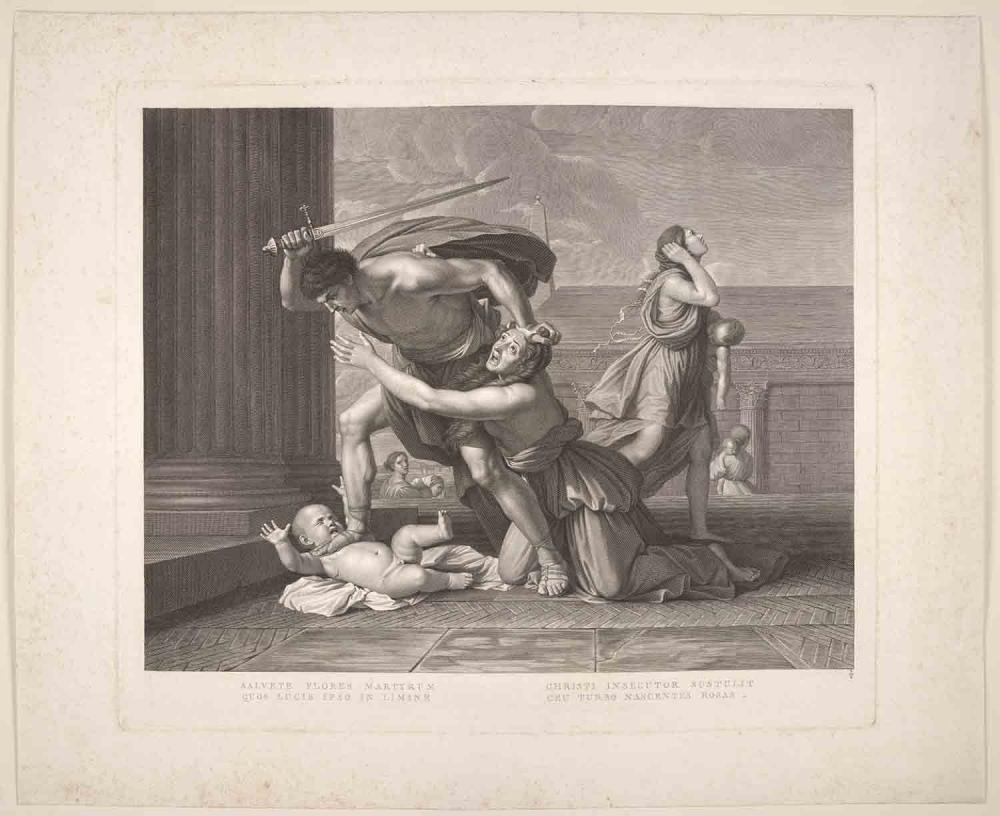
Le Massacre des Innocents d'après Poussin.

Quelques œuvres emblématiques du graveur :
- La Vierge du divin amour, d'après Raphaël, Musée du Prado[2]
- Le Massacre des Innocents d'après Poussin, musée Condé[3]
- Jésus sur la croix, d'après Michelange, Victoria and Albert Museum[4]
- L'Archange saint Michel, d'après Guido Reni,  Fogg Art Museum[5]